# قشلاق اغداش حسن حضی اوغلی
قشلاق اغداش حسن حضی اوغلی یک روستا در ایران است که در استان اردبیل واقع شده‌است. قشلاق اغداش حسن حضی اوغلی ۲۲ نفر جمعیت دارد.